# P.J. Jones
Parnell Velko "P.J." Jones (Torrance, Californië, 23 april 1969) is een Amerikaans autocoureur. Hij heeft deelgenomen aan vele kampioenschappen, waaronder de NASCAR, de Champ Car en de IndyCar Series, de IMSA GT en de American Le Mans Series. In 1993 won hij de 24 uur van Daytona. Zijn vader Parnelli Jones is een voormalig Indianapolis 500-winnaar en zijn zoon Jagger Jones is eveneens autocoureur.

## Carrière
Jones begon zijn professionele autosportcarrière in 1988 en nam dat jaar deel aan drie races van de GTU-klasse van de IMSA GT. In 1989 stapte hij over naar het formuleracing en nam hij deel aan de American Racing Series voor het team P.I.G. Racing. Hij behaalde een zege op de Mid-Ohio Sports Car Course en stond daarnaast ook in de races op het Stratencircuit Long Beach, het Stratencircuit Toronto en Laguna Seca op het podium. Met 90 punten werd hij zesde in de eindstand, waarmee hij de beste rookie van het jaar was. In 1990 bleef hij in deze klasse rijden, maar wist hij geen overwinningen te behalen. Wel stond hij driemaal op het podium op de Portland International Raceway, Cleveland en Toronto. Met 68 punten zakte hij terug naar de achtste plaats in het klassement. In 1991 stapte hij over naar Landford Racing en behaalde hij twee zeges op Toronto en het Stratencircuit Denver. Ook op het Meadowlands Sports Complex behaalde hij een podiumfinish. Met 123 punten werd hij achter Éric Bachelart en Mark Smith derde in het kampioenschap.
In 1992 keerde Jones terug naar de IMSA GT, waarin hij het gehele seizoen uitkwam in de GTP-klasse bij het team All American Racers. Terwijl zijn teamgenoot Juan Manuel Fangio II kampioen werd, eindigde hij zelf als vierde met twee zeges op Portland en de Del Mar Racetrack. In 1993 behaalde Jones internationaal gezien zijn grootste overwinning in de 24 uur van Daytona, een zege die hij deelde met Mark Dismore en Rocky Moran. In het algehele kampioenschap behaalde hij nog twee zeges op Laguna Seca en de Phoenix International Raceway en werd hij tweede achter Fangio. Dat jaar maakte hij ook zijn NASCAR-debuut in de Sprint Cup Series bij het team Melling Racing. Een achtste plaats op Watkins Glen International was dat jaar zijn beste resultaat. In 1994 en 1995 verlegde hij zijn focus naar de NASCAR en nam die jaren deel aan Sprint Cup- en Craftsman Truck Series-races binnen de organisatie.
In 1996 stapte Jones over naar de Champ Car, waarin hij ook voor All American Racers reed. Zijn seizoen startte in de zevende race op de Milwaukee Mile, en in de daaropvolgende race op het Belle Isle Park behaalde hij zijn beste uitslag van het jaar met een negende plaats. Met vier punten eindigde hij op plaats 26 in het klassement. In 1997 reed hij zijn eerste volledige seizoen, met een tiende plaats in de seizoensfinale op de California Speedway als beste resultaat. Met drie punten zakte hij naar plaats 28 in de eindstand. In 1998 was zijn beste klassering een elfde plaats op Long Beach en werd hij met drie punten weer 26e in het kampioenschap. In 1999 stapte hij over naar het team Patrick Racing, waar hij op de Nazareth Speedway zijn eerste podiumplaats behaalde. Met 38 punten werd hij zeventiende in zijn laatste seizoen in het kampioenschap.
In 2000 keerde Jones terug naar de NASCAR en debuteerde hij in de Xfinity Series. Gedurende het seizoen reed hij voor BACE Motorsports, Ridling Motorsports en Phoenix Racing. Een negende plaats op Watkins Glen was zijn beste resultaat. Tot 2011 zou hij regelmatig deelnemen aan de drie hoogste NASCAR-klassen (de Sprint Cup, Xfinity en Craftsman Truck Series). In deze jaren was een vierde plaats in de Sprint Cup op Watkins Glen in 2002 zijn hoogste raceklassering. In deze periode stond hij ook vaak aan de start van midget car-races. Ook schreef hij zich viermaal in voor de Indianapolis 500, in 2002, 2004, 2006 en 2007, en kwalificeerde zich voor de edities van 2004 en 2006. Alleen in de laatste van deze twee races wist hij de finish te halen met een negentiende positie. In 2011 nam hij daarnaast deel aan de GT-klasse van de American Le Mans Series voor het team Rocketsports Racing, waarhij een Jaguar XK deelde met Rocky Moran Jr. De auto was echter niet competitief en de coureurs kwamen in geen enkele race tot scoren.
In 2012 reed Jones een aantal midget car-races, voordat hij in 2013 overstapte naar de nieuwe Stadium Super Trucks. Hij won vier races en werd met 289 punten vierde in de eindstand. In 2014 behaalde hij een zege op het Stratencircuit Saint Petersburg en eindigde hij met 88 punten als veertiende. In 2015 nam hij enkel deel als vervangend coureur, waardoor zijn resultaten niet meetelden voor het kampioenschap. Hij won wel een race en stond hiernaast nog vier keer op het podium. In 2016 behaalde hij voor het eerst geen zeges, maar stond hij wel tweemaal op het podium bij het OC Fair & Event Center en op Surfers Paradise, en werd zo met 129 punten twaalfde in het kampioenschap. In 2017 reed hij slechts vijf races, waarin hij een overwinning op de Texas Motor Speedway behaalde. Zodoende werd hij met 99 punten dertiende. Dat jaar keerde hij ook eenmalig terug naar de NASCAR Xfinity Series bij het team Chris Cockrum Racing in de race op Watkins Glen, waar hij zich niet voor wist te kwalificeren.